# Hubertus Hartmann
Hubertus Hartmann (* 1959 in West-Berlin) ist ein deutscher Schauspieler in Film und Theater.

## Leben
Nach einer Ausbildung an der Hochschule für Musik und Theater Hannover hatte er von 1985 bis 1987 ein erstes Festengagement am Theater Kiel. Nachfolgend spielte er u. a. an Theatern in Hildesheim und Nürnberg, am Deutschen Schauspielhaus in Hamburg, am Deutschen Theater Berlin und am Theater Bonn. Zu seinem Repertoire gehören u. a. die Titelrollen in dem Shakespeare-Drama Richard III. und der Bühnenfassung von Hitlerjunge Quex, der Polonius in Hamlet, Mackie Messer in der Dreigroschenoper oder der Teiresias in Antigone. Seit 2013 ist er am Theater Münster tätig.
Er hatte u. a. Filmrollen in Das Leben der Anderen, Das Wunder von Berlin, als Carl-Heinrich von Stülpnagel in Rommel, als Caesar von Hofacker in Die Stunde der Offiziere und Eckhard Hild in Der Fall Jakob von Metzler. Überdies hatte er in mehreren Folgen die wiederkehrende Rolle des Sebastian Conrad in der Fernsehserie Letzte Spur Berlin sowie die des Dr. André Stöwesand in SOKO Wismar und trat auch mehrfach in den Reihen Polizeiruf 110 und Tatort auf.
Hubertus Hartmann ist verheiratet und hat zwei Kinder.

## Rezeption
Eine besondere Würdigung bekam Hartmann für seine Rolle des Polonius in Hamlet am Theater Münster von der Theaterkritikerin der Ruhr Nachrichten, die hervorhob, dass der Dialog mit dem glatt polierten Polonius, dem Berater des alten wie des neuen Königs zu den Höhepunkten der Inszenierung zählen würde und Hartmann in dieser Rolle als schmieriger, selbstverliebter Gockel mit giftigem Schnabel glänzen würde. Die Westfälischen Nachrichten loben ihn für sein gekonntes Spiel auf dem schmalen Grat zwischen Charakterisierung und Karikatur.

## Filmografie (Auswahl)
- 1993: Frankie, Jonny und die anderen... Schattenkämpfer
- 1998: Geiselfahrt ins Paradies
- 1999: Polizeiruf 110 – Rasputin (Fernsehreihe)
- 2000: Polizeiruf 110 – Die Macht und ihr Preis
- 2001: Tatort – Eine unscheinbare Frau (Fernsehreihe)
- 2001: Traumfrau mit Verspätung
- 2002: Doppelter Einsatz – Verraten und verkauft
- 2002: Herzschlag – Das Ärzteteam Nord – Besuch aus Kuba
- 2002: Der letzte Zeuge – Ein Kinderspiel
- 2003–2005: Wolffs Revier (zwei Folgen)
- 2003: SOKO 5113 – Andere Zeiten
- 2004: SOKO Köln – Krieg der Sterne
- 2004: Das Duo – Bauernopfer
- 2004: Die Stunde der Offiziere
- 2004: Einmal Bulle, immer Bulle (Fernsehserie, 6 Folgen)
- 2004: In aller Freundschaft – Zerrissene Seelen
- 2004–2007: SOKO Wismar (neun Folgen)
- 2005: Der Dicke – Unter Verdacht
- 2006: Großstadtrevier – Spiel mit der Angst
- 2006: Mutterglück
- 2006: Das Leben der Anderen
- 2006–2014: Alarm für Cobra 11 – Die Autobahnpolizei (zwei Folgen)
- 2007: Der Butler und die Prinzessin
- 2007: Küstenwache – Tödliche Geschäfte
- 2008: Kommissar Süden und das Geheimnis der Königin
- 2008: Plötzlich Millionär
- 2008: KDD – Kriminaldauerdienst – Großer Tag
- 2008: Die Frau aus dem Meer
- 2008: Der Kriminalist – Eiskalter Tod
- 2008: Polizeiruf 110 – Wie ist die Welt so stille
- 2008: Polizeiruf 110 – Wolfsmilch
- 2009: Lasko – Die Faust Gottes – Der Fluch
- 2010: Bis nichts mehr bleibt
- 2010: Schlaflos in Oldenburg
- 2010: Liebe deinen Feind
- 2010: Morgen musst Du sterben
- 2011: Der Staatsanwalt – Amtsmissbrauch
- 2011: Wer wenn nicht wir
- 2011: Notruf Hafenkante – Schatzsuche
- 2012: Die Draufgänger – Tränenmeer
- 2012: Ein Fall für zwei – Tödliche Gier
- 2012: Europas letzter Sommer
- 2012: Der Fall Jakob von Metzler
- 2012: Rommel
- 2012: Flemming – Der Mord des Jahrhunderts
- 2012: Frohes Schaffen – Ein Film zur Senkung der Arbeitsmoral
- 2013: Tatort – Letzte Tage
- 2013: Wilsberg – Mundtot (Fernsehreihe)
- 2014: Letzte Spur Berlin (fünf Episoden)
- 2014: Dr. Gressmann zeigt Gefühle
- 2015: Einstein (Fernsehfilm)
- 2015: Über den Tag hinaus (Fernsehfilm)
- 2015: Meuchelbeck – Hier und weg
- 2015: Das Dorf der Mörder (Fernsehfilm)
- 2015: Unsichtbare Jahre (Fernsehfilm)
- 2015: Die Eisläuferin
- 2016: Tatort – Die Geschichte vom bösen Friederich
- 2016: Helen Dorn – Die falsche Zeugin (Fernsehreihe)
- 2017–2019: Einstein (Fernsehserie)
- 2017: Am Ruder (Fernsehfilm)
- 2017: Notruf Hafenkante – Versager
- 2018: Kaisersturz
- 2021: Legal Affairs
- 2022: Freundschaft auf den zweiten Blick (Fernsehfilm)

## Theaterrollen
- 1985–1987: Du nennst die Liebe ein entzückend Träumen, Rolle: Friedrich Hebbel, Regie: Susanne
- Schneider, Bühnen der Landeshauptstadt Kiel
- 1987–1988: Die Palistinenserin, Rolle: David, Regie: David Mouchtar-Samorai / Lazlo Kornitzer, Deutsches Schauspielhaus Hamburg
- 1989–1990: Hitlerjunge Quex, Rolle: Quex, Regie: Hansjörg Utzerath, Städtische Bühnen Nürnberg
- 1990–1996: Dreigroschenoper, Rolle: Mackie Messer, Regie: Cornelia Bothe
- 1990–1996: Hunger, Rolle: Soloabend, Regie: Stefan Otteni, Theater an der Glocksee
- 1990–1996: Richard III, Rolle: Richard III, Regie: Jürg Holl
- 1996–1999: Die Möwe, Rolle: Trigorin, Regie: Martin Gelzer
- 1996–1999: Messer in Hennen, Rolle: Der Pflüger, Regie: Matthias Rüegg, Stadttheater Hildesheim
- 1999–2001: Ausstand, Rolle: Gernot, Regie: Bruno Klimek, Deutsches Theater Berlin
- 1999–2001: Der Mann der noch keiner Frau Blöße entdeckte, Rolle: Helmbrecht, Regie: Stefan Otteni
- 1999–2001: Die Schwärmer, Rolle: Thomas, Regie: Stefan Otteni
- 2003: Jungfrau von Orleans, Rolle: König Karl VII, Regie: Stefan Otteni, Schauspiel Bonn
- 2006: Rosmersholm, Rolle: Johannes Rosmer, Regie: Stefan Otteni, Staatstheater Nürnberg